# Débora (Gênesis)
Débora era a ama de Rebeca, responsável por ajudar na criação de Esaú e Jacó.
Quando Rebeca deixou a casa de seu pai, Betuel, a fim de ir para a Palestina e casar-se com Isaque, Débora a acompanhou. Depois de anos de serviço na casa de Isaque, Débora passou a viver com a família de Jacó. A Bíblia não revela a razão e nem em que momento que Débora passou a viver com a família de Jacó, mas talvez seja depois da morte de Rebeca. Ela é mencionada pelo nome na Bíblia em (Gênesis 35:8) quando ela faleceu. Ela foi enterrada em Betel, debaixo de um carvalho que Jacó chamou de Alom-Bacute, que significa carvalho de choro.